# Processus de quasi-naissance et de mort
Les processus de quasi-naissance et de mort sont des chaînes de Markov sur un espace d'états discret dont la matrice de transition (en temps discret) ou le générateur (en temps continu) a une structure tridiagonale par blocs. Ils généralisent les processus de naissance et de mort. Ces processus interviennent dans de nombreuses applications, notamment en dynamique des populations et dans la théorie des files d'attente.

## En temps continu
Les états sont de la forme {\displaystyle \{(i,j);i\geq 0,1\leq j\leq m\}}, où {\displaystyle i} est appelé le niveau et {\displaystyle j} est appelé la phase. Le générateur est de la forme
Q={\displaystyle {\begin{pmatrix}Q_{0,0}&Q_{0,1}&0&\ldots &\\Q_{1,0}&Q_{1,1}&Q_{1,2}&0&\\0&Q_{2,1}&Q_{2,2}&Q_{2,3}&\\\vdots &0&\ddots &\ddots &\ddots \end{pmatrix}},}
avec {\displaystyle Q_{0,0}e+Q_{0,1}e=0} et {\displaystyle Q_{i,i-1}e+Q_{i,i}e+Q_{i,i+1}e=0} pour tout {\displaystyle i\geq 1}, où {\displaystyle e=(1,1,...,1)}. 
Le cas le plus étudié est celui où le générateur est de la forme
{\displaystyle Q={\begin{pmatrix}B_{1}&B_{2}\\B_{0}&A_{1}&A_{2}\\&A_{0}&A_{1}&A_{2}\\&&A_{0}&A_{1}&A_{2}\\&&&\ddots &\ddots &\ddots \end{pmatrix}}}
Pour déterminer la distribution stationnaire {\displaystyle \pi }, telle que {\displaystyle \pi Q=0}, on voit que les composantes {\displaystyle \pi _{i}} vérifient
{\displaystyle {\begin{aligned}\pi _{0}B_{1}+\pi _{1}B_{0}&=0\\\pi _{0}B_{2}+\pi _{1}A_{1}+\pi _{2}A_{0}&=0\\\pi _{1}A_{2}+\pi _{2}A_{1}+\pi _{3}A_{0}&=0\\&\vdots \\\pi _{i-1}A_{2}+\pi _{i}A_{1}+\pi _{i+1}A_{0}&=0\\&\vdots \\\end{aligned}}}
On cherche une solution de la forme
{\displaystyle \pi _{i}=\pi _{1}R^{i-1},}
où {\displaystyle R} est la matrice de Neuts, solution de {\displaystyle A_{2}+RA_{1}+R^{2}A_{0}=0}, qui peut être calculée numériquement. Alors 
{\displaystyle {\begin{aligned}{\begin{pmatrix}\pi _{0}&\pi _{1}\end{pmatrix}}{\begin{pmatrix}B_{1}&B_{2}\\B_{0}&A_{1}+RA_{0}\end{pmatrix}}={\begin{pmatrix}0&0\end{pmatrix}}\end{aligned}}}
donne {\displaystyle \pi _{0}} et {\displaystyle \pi _{1}} et donc par itération {\displaystyle \pi _{i}} pour tout {\displaystyle i}.
Si la matrice {\displaystyle A=A_{0}+A_{1}+A_{2}} est irréductible, si {\displaystyle \alpha } est le vecteur ligne de probabilité stationnaire de {\displaystyle A} (de sorte que {\displaystyle \alpha A=0} et {\displaystyle \alpha e=1}), et si l'on pose {\displaystyle \mu =\alpha (A_{0}-A_{2})e}, alors la chaîne est transitoire lorsque {\displaystyle \mu >0}, récurrente nulle lorsque {\displaystyle \mu =0} et récurrente positive lorsque {\displaystyle \mu <0}.